# Юдаев, Николай Алексеевич
Николай Алексеевич Юдаев (14 декабря 1913, Благодать, Ефремовский уезд, Тульская губерния, Российская империя — 1983, Москва, СССР) — советский биохимик и эндокринолог. Академик АМН СССР.

## Биография
Родился 14 декабря 1913 года в селе Благодать. В возрасте 6-ти лет потерял обоих родителей, и тогда его забрал в Подольск старший брат. В 1935 году переехал в Москву и посвятил этому городу всю оставшуюся жизнь. В том же году поступил в МГУ, который он окончил в 1940 году.
После начала Великой Отечественной войны в 1941 году был призван в РККА и направлен в ВМФ, где с 1941 по 1945 год служил в Военно-морском госпитале Тихоокеанского флота.
С 1946 по 1951 год работал на кафедре биохимии Московского медицинского института. С 1951 по 1965 год работал в Институте биологической и медицинской химии. Основал Лабораторию биохимии стероидных гормонов и гормональной биорегуляции биохимических процессов и в 1953 году открыл её в стенах Института биологической и медицинской химии, и заведовал ей до 1965 года.
В 1965 году избран на должность директора Института экспериментальной эндокринологии и биохимии гормонов.
Избран академиком АМН СССР (1965).
Жил и работал по адресам: Общежитие МГУ (1935-54); Беговая улица, 11 (1954-77), Ленинский проспект, 81 (1977-83).
Принимал участие в популяризации медицинских наук (публиковался в рубрике «Наука раздвигает горизонты» газеты «Правда»).
Скончался в 1983 году в Москве.

## Научная деятельность
Основные научные работы посвящены изучению обмена азотистых экстеративных веществ мышц и биохимии стероидных гормонов. Один из основоположников биохимии гормонов.
- 1950 — Впервые осуществил биосинтез карнозина.
- Предложил методы определения кортикостероидов в биологических жидкостях и тканях.
- Проводил работы по синтезу инсулина.
- Разрабатывал новые методы диагностики эндокринных болезней.

## Публикации

### Научные труды
- Юдаев Н. А. «Биохимия стероидных гормонов коры надпочечников».— Москва.: Медгиз, 1956.— 136 с.

### Прочее
- академик АМН СССР Н. Юдаев. Как отрегулировать организм? // «Правда» от 15 августа 1976. стр.3

## Членство в обществах
- Академик АМН СССР (1965-83).